# Jan Josephus Poelhekke

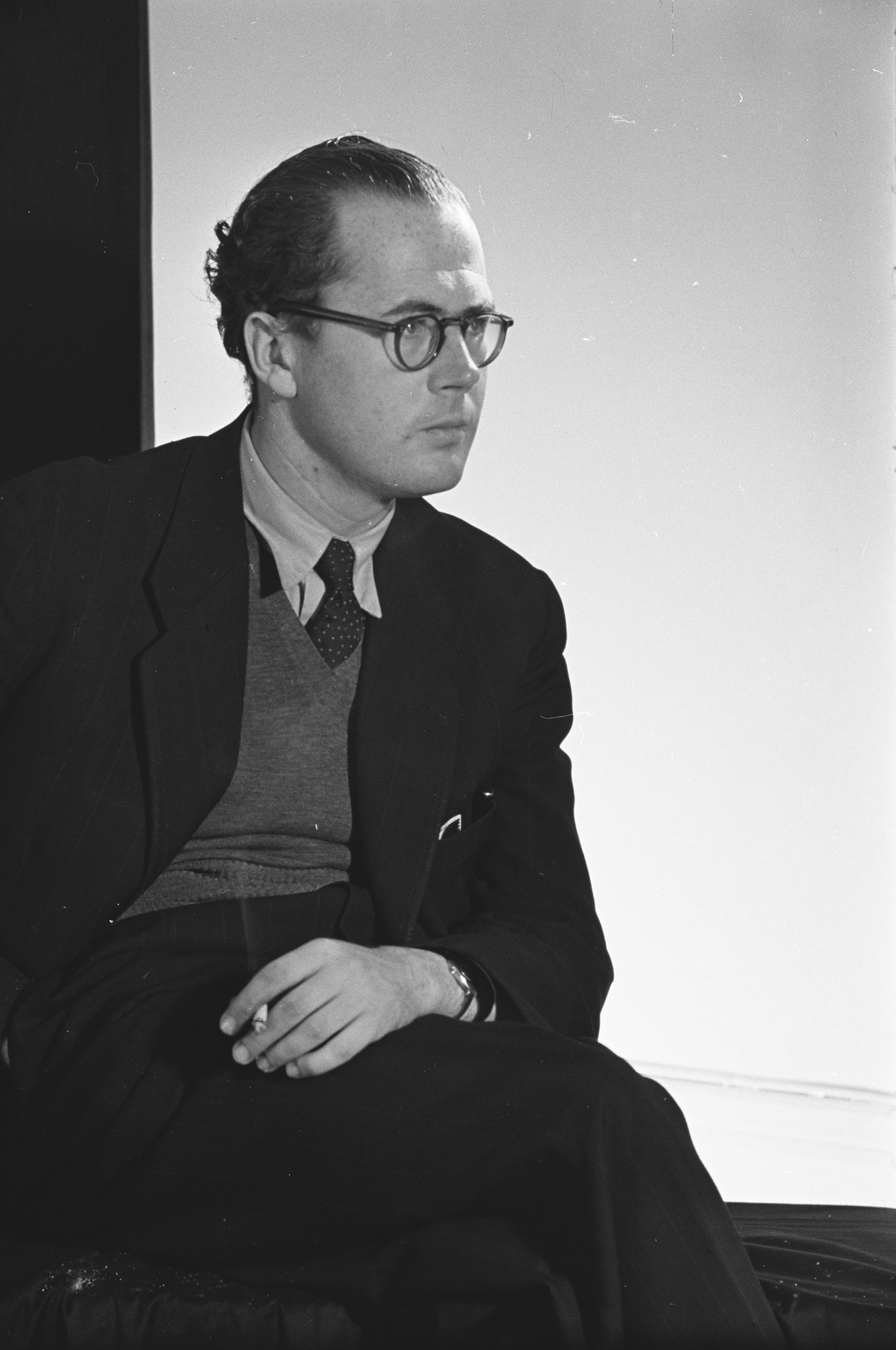
Mr. J.J. Poelhekke

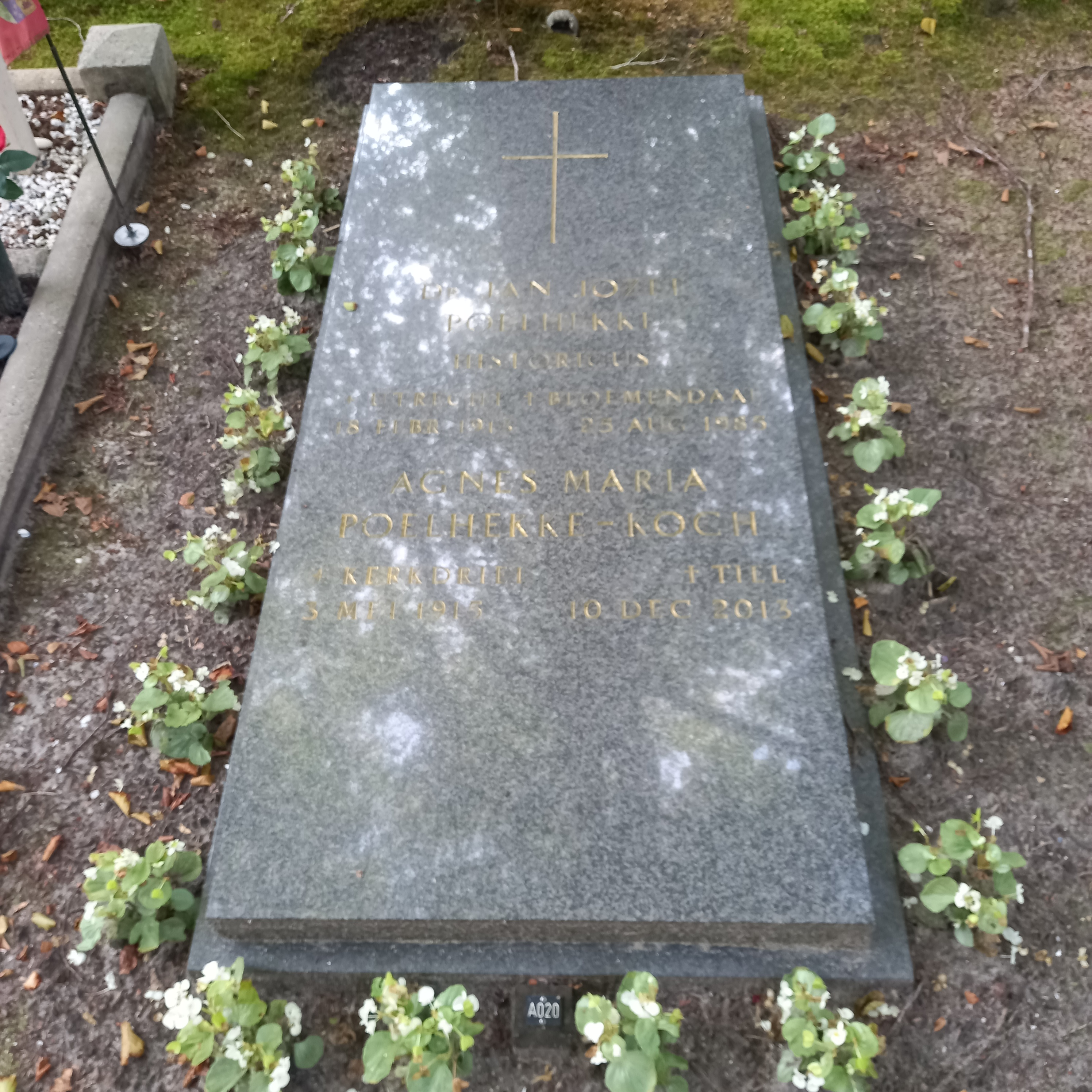
Het graf van Jan Josefus Poelhekke en zijn echtgenote Agnes Maria Koch op RK Begraafplaats Adelbert te Bloemendaal (Noord-Holland)

Jan Josephus Poelhekke (Utrecht 18 februari 1913 - Overveen 25 augustus 1985) was een Nederlandse historicus en hoogleraar. 
Poelhekke studeerde geschiedenis in Leiden bij Johan Huizinga. Hij deed in 1938 doctoraal examen geschiedenis met Spaanse en Deense letterkunde. Poelhekke promoveerde in 1948 op een proefschrift over de Vrede van Münster-biografie van stadhouder Willem II van Oranje-Nassau.
Poelhekke trad in 1946 in dienst bij Koninklijk Nederlands Instituut Rome te Rome. In 1965 verhuisde Poelhekke naar Nijmegen, waar hij was benoemd tot hoogleraar in de vaderlandse en algemene geschiedenis der nieuwere tijden. 
Hij werd in 1972 verkozen als lid van de Koninklijke Nederlandse Akademie van Wetenschappen, (KNAW).